# San Miguel, Santander
San Miguel là một khu tự quản thuộc tỉnh Santander, Colombia. Thủ phủ của khu tự quản San Miguel đóng tại San Miguel Khu tự quản San Miguel có diện tích 115 ki lô mét vuông. Đến thời điểm ngày 28 tháng 5 năm 2005, khu tự quản San Miguel có dân số 3437 người.